# Église Santi Michele e Solutore de Strambino
L'église Santi Michele e Solutore est l'église paroissiale de Strambino, consacrée à saint Michel et saint Soluteur . Elle a été construite sur un projet de l'architecte Carlo Andrea Rana entre 1764 et 1786, et a été consacré en 1821 par l'évêque d'Ivrée d'alors, Luigi Moreno.

## Description

### Architecture générale
Le plan de l'église de Strambino est composé d'un entrelacement de formes diverses: la partie centrale est un polygone elliptique allongé, aux extrémités duquel se trouvent d'un côté le vestibule, divisé en trois espaces rectangulaires, et sur lequel repose la tribune et de l'autre côté le presbytère à base circulaire suivi de la chapelle octogonale de Notre-Dame du Rosaire (la Madonna del Rosario). Cette dernière, très vénérée par les habitants de Strambino. Cete chapelle est située à un niveau plus élevé que le maître-autel, car elle est placée au-dessus d'une crypte : son accès se fait au moyen de deux escaliers semi-circulaires de suggestion "guarinesque" (de l'architecte piémontais Camillo-Guarino Guarini), placés sur les côtés du presbytère circulaire, tout comme dans la cathédrale de Turin on peut monter à la chapelle du Linceul (cappella della Sindone).
La succession de ces différents schémas (rectangulaire, elliptique, circulaire et octogonal) génère un mouvement large et harmonieux des espaces qui, malgré leur diversité, forment un tout unitaire. Le plan elliptique choisi par l'architecte pour la partie centrale lui a permis d'obtenir, avec les chapelles latérales, de forts effets de clair-obscur et un large déploiement de lignes courbes, donnant à la typologie grandiose à nef unique dans un plan central un mouvement inhabituel.
L'extérieur de l'église montre toute la puissance de l'architecte militaire de Rana. La structure puissante et rustique des formes de briques apparentes crée des zones d'ombre robustes sculptées par des corps saillants et des fenêtres profondes. Cependant, chaque note de lourdeur s'annule dans une exaltation de la verticalité qui fait monter le regard, là où le mouvement est marqué par les spirales des contreforts en volutes.
Le contraste entre l'extérieur avec ses structures périphériques sévères et l'intérieur avec sa fantaisie décorative inventive pourrait suggérer que le Rana serait un architecte plus prudent à l'intérieur qu'à l'extérieur. Mais les formes rigoureuses de l'extérieur, qui ne suggèrent certainement pas le raffinement de l'intérieur, donnent la mesure de l'équilibre parfait d'un artiste sans oublier la profonde culture baroque.

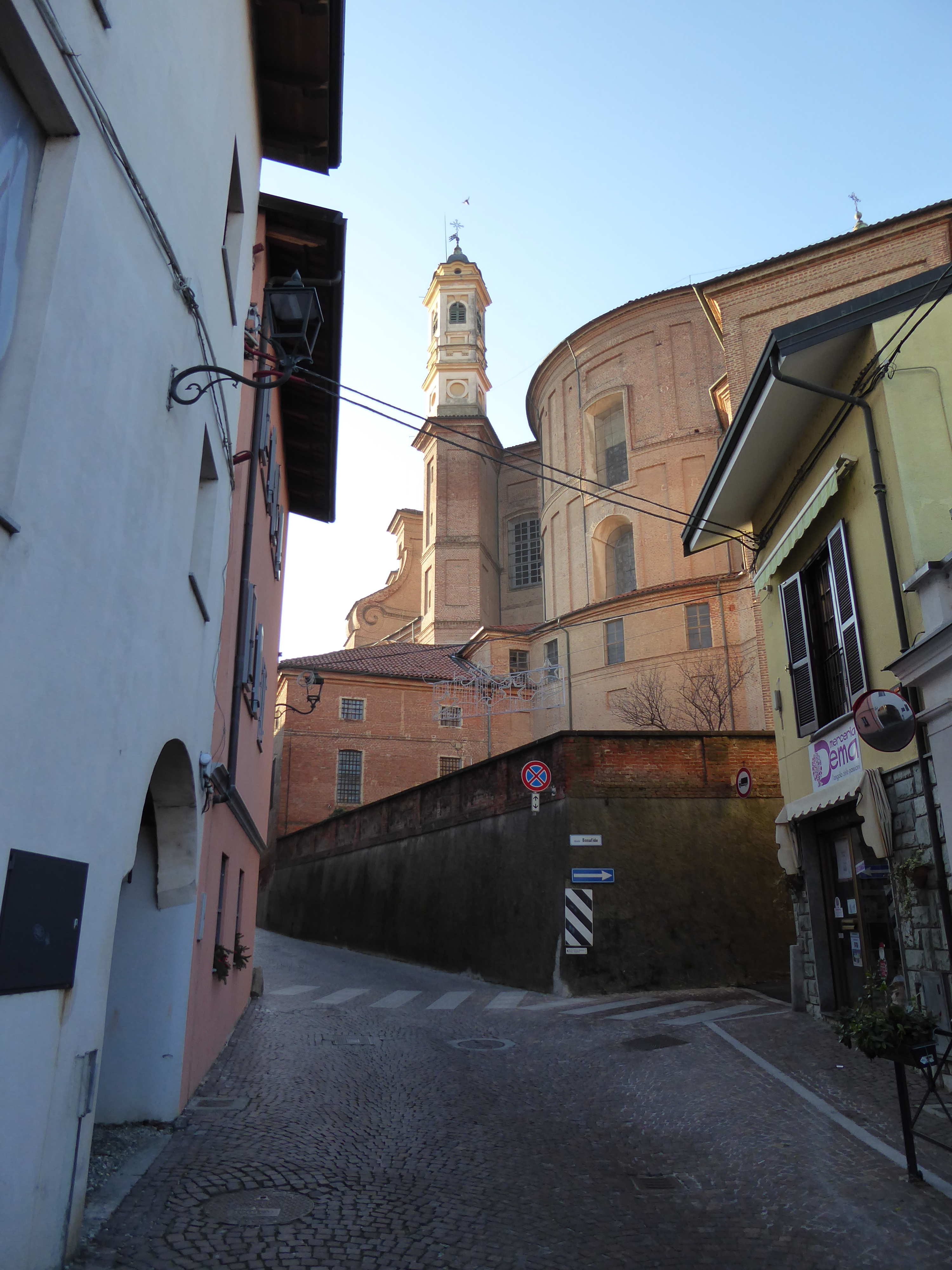
Église de Strambino vue du Corso Italia.
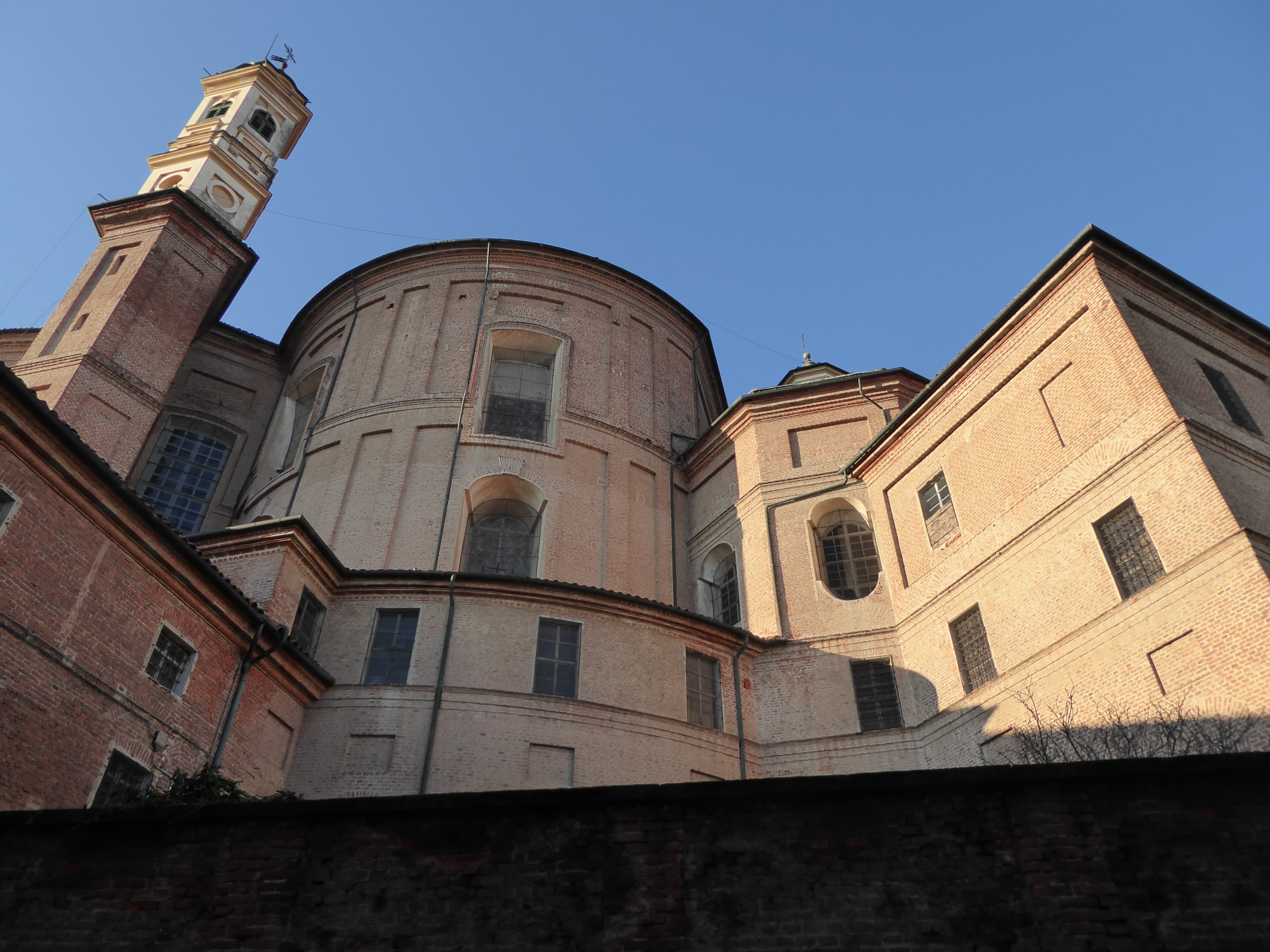
Aspect de l'église.
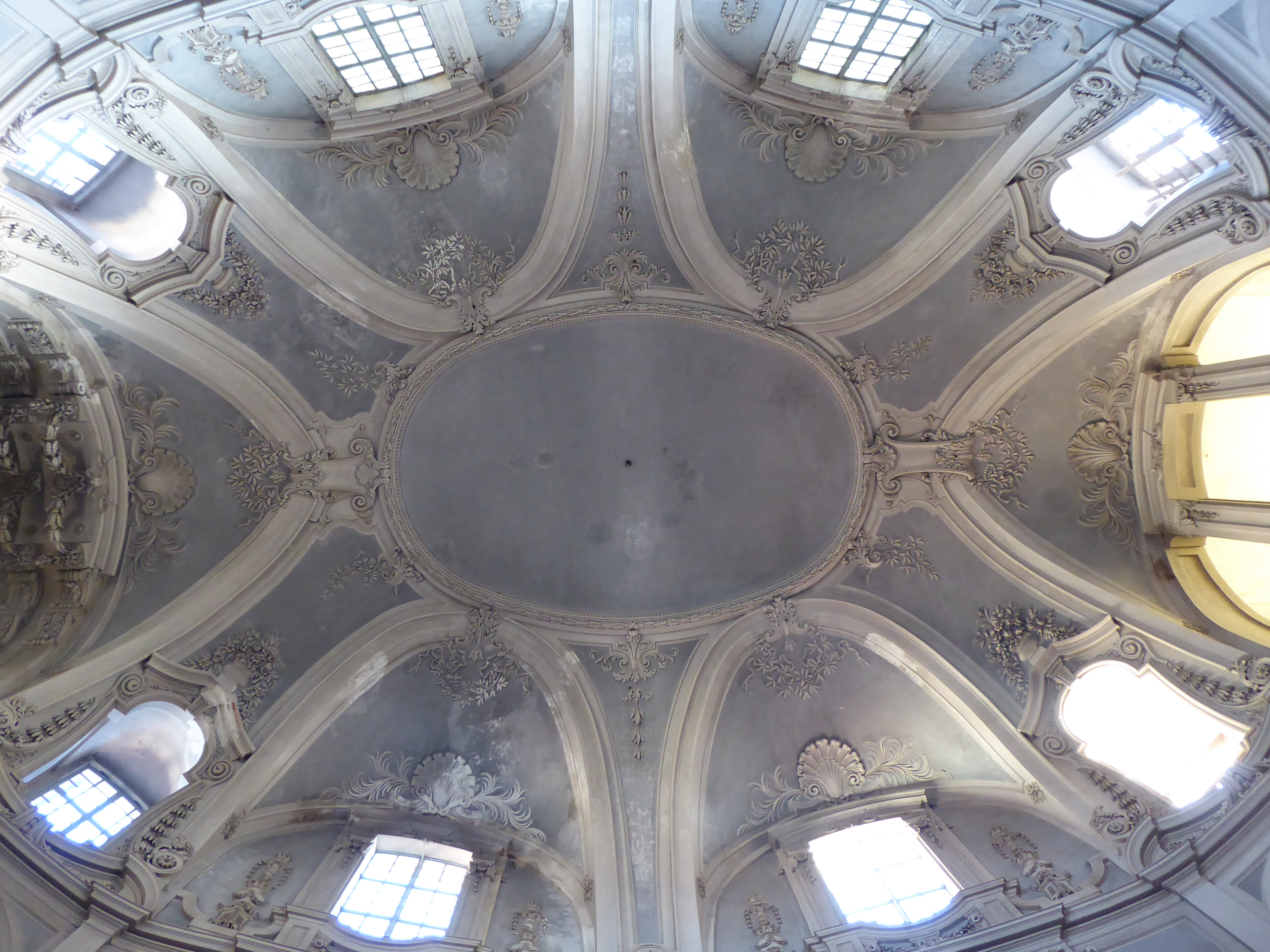
Voûte de la nef principale.

### Spécificité du plan
Le plan de l'église aurait la forme d'une grenouille, suggérant un jeu héraldique, qui fait de l'église le blason de son architecte Carlo Rana (« rana » signifie grenouille en italien). L'église a un corps avec de petites pattes, tout comme la grenouille. Ainsi le museau serait le presbytère, aux yeux saillants et les deux pattes antérieures « encercleraient » la chapelle de l'abside.
Dans les archives d'État de Turin est consultable un  plan de l'église signé par l'architecte Rana. Il n'est pas précisément daté et fait évidemment appel non pas au système métrique mais au système de mesure en vigueur dans le Piémont à cette époque, utilisant entre autres des « trabucchi » et des pieds.